# Lycianthes lasiophylla
Lycianthes lasiophylla là loài thực vật có hoa trong họ Cà. Loài này được (Humb. & Bonpl. ex Dunal) Bitter mô tả khoa học đầu tiên năm 1919.